# Metriopelia melanoptera
La palomita alinegra (Metriopelia melanoptera), también denominada palomita de alas negras, palomita cordillerana, tórtola cordillerana, tortolita cordillerana. tortolita alinegra, tortolita de ala negra, tórtola alinegra, tortolita de alas negras, tortolita paramuna y culluca, es una especie de ave columbiforme de la familia Columbidae que vive en Sudamérica. El hecho de vivir en este continente solamente la convierte en una especie endémica. 

## Distribución y hábitat
Se encuentra en las montañas de Argentina, Bolivia, Chile, Colombia, Ecuador y Perú.Su hábitat se encuentra en la coordillera de los andes pero su población se concentra al sur de la misma, debido a la altitud que requiere para vivir. Por esta razón su hábitat se corta en el sur del Perú, para recuperar su población en las montañas y volcanes de mucha altitud de Ecuador. Sería en este país donde se caracterizan por vivir en los siguientes ecosistemas: Bosque Montano Occidental, Bosque Montano Oriental, Matorral Interandino, Páramo. Esto a su vez se encuentra en las provincias de Azuay, Cañar, Chimborazo, Cotopaxi, Napo, Pichincha, Tungurahua.

## Sacralidad
Esta ave es importante para Ecuador puesto que puede ser la fuente del significado de la Palabra Quito. Ya desde las crónicas de Molina se creía que había un ritual llamado huarichicuy donde las personas que participaban ahí  "portaban una corona de plumas negras en la cabeza de un pájaro que llaman quito”. Al final del rito a los jóvenes se les reemplazaba las plumas de la paloma por la del curiquingue, una ave sagrada de los Incas. Además esta ave era conocida por bajar a los valles durante el equinoccio de verano, cuando se festejaba el Inti Raymi, por lo que anunciaba el inicio de un ciclo solar más. Otra cosa que vincula al Curiquinge con la palomita alinegra era la idea de que ambos "lloraban oro", como se puede ver en la parte inferior de los ojos de la palomita. En concreto:

Podemos decir entonces que, en el imaginario de los andinos, de ayer y hoy, el curiquingue llora oro, lo mismo que la quito. En efecto, si consideramos la coloración amarilla intensa, casi naranja, en forma de lágrima que se destaca por debajo de los ojos de esta tórtola y, desde el punto de vista andino, concluiremos que el ave quito también llora oro.
El onomástico “Quito”. Etimología y significado histórico-cultural

Esto estaría en concordancia con la idea de la fundación inca de la ciudad de Quito, posterior a la conquista de los Quitus, palabra que hace referencia no a la totalidad del señorío étnico Panzaleo, al cual pertenecían, sino a los asentamientos específicamente en las faldas del Pichincha, entre las lagunas de Añaquito y Turubamba, donde se creía abundaba esta ave, que era considerada sagrada. Si formaba parte del rito de catequil, está aún por confirmarse, sin embargo existen razones para vincularlo con el rito de huarichicuy. Es por lo demás también conocido, que Huayna Capac gustaba de cazar aves en estas lagunas quiteñas.
La sacralidad de esta ave estaría basada en la conjetura de que era además ofrecida como un sacrificio para evitar el apocalipsis o pachacuti. Se cree que los Incas estaban salvando la Quinta Edad del Mundo, para lo cual debían evitar la muerte del dios Sol y se conjetura que la tórtola quito y la ciudad fueron consagrados para este fin. Esto implicaría que la ciudad de Quito se habría construido como un tributo simbólico al dios Sol y, por lo mismo, la estructura urbana de dicho emplazamiento, bien pudo tener la forma de dicha ave, como también sería el caso de Pisac, otra ciudad cuya estructura asemeja una perdiz andina.A esto se suma el hecho de que el gorrión andino o Zonotrichia capensis, que en quechua era llamado Pichincha, daría el nombre al volcán en cuyas faldas se construyó la ciudad. Con la influencia del castellano, esta palabra fue tomando género masculino por lo que ahora se la suele llamar “pichinco” o “pichinchu”.